# Lygaeidae
Lygaeidae es una familia de hemípteros perteneciente a la superfamilia Lygaeoidea. Incluye seis subfamilias. La familia solía ser mucho más grande, ya que numerosas subfamilias anteriores han sido trasladadas a familias independientes: Artheneidae, Blissidae, Cryptorhamphidae, Cymidae, Geocoridae, Heterogastridae, Ninidae, Oxycarenidae, Pachygronthidae, y Rhyparochromidae
Muchas especies tienen colores llamativos, rojo y negro, que anuncian su mal gusto y toxicidad a los depredadores, fenómeno llamado aposematismo. Muchas especies se alimentan de plantas de la familia Apocynaceae, que poseen glúcosidos cardíacos, que son tóxicos para muchos animales. Esto les confiere cierta defensa contra los depredadores.

## Lista de géneros

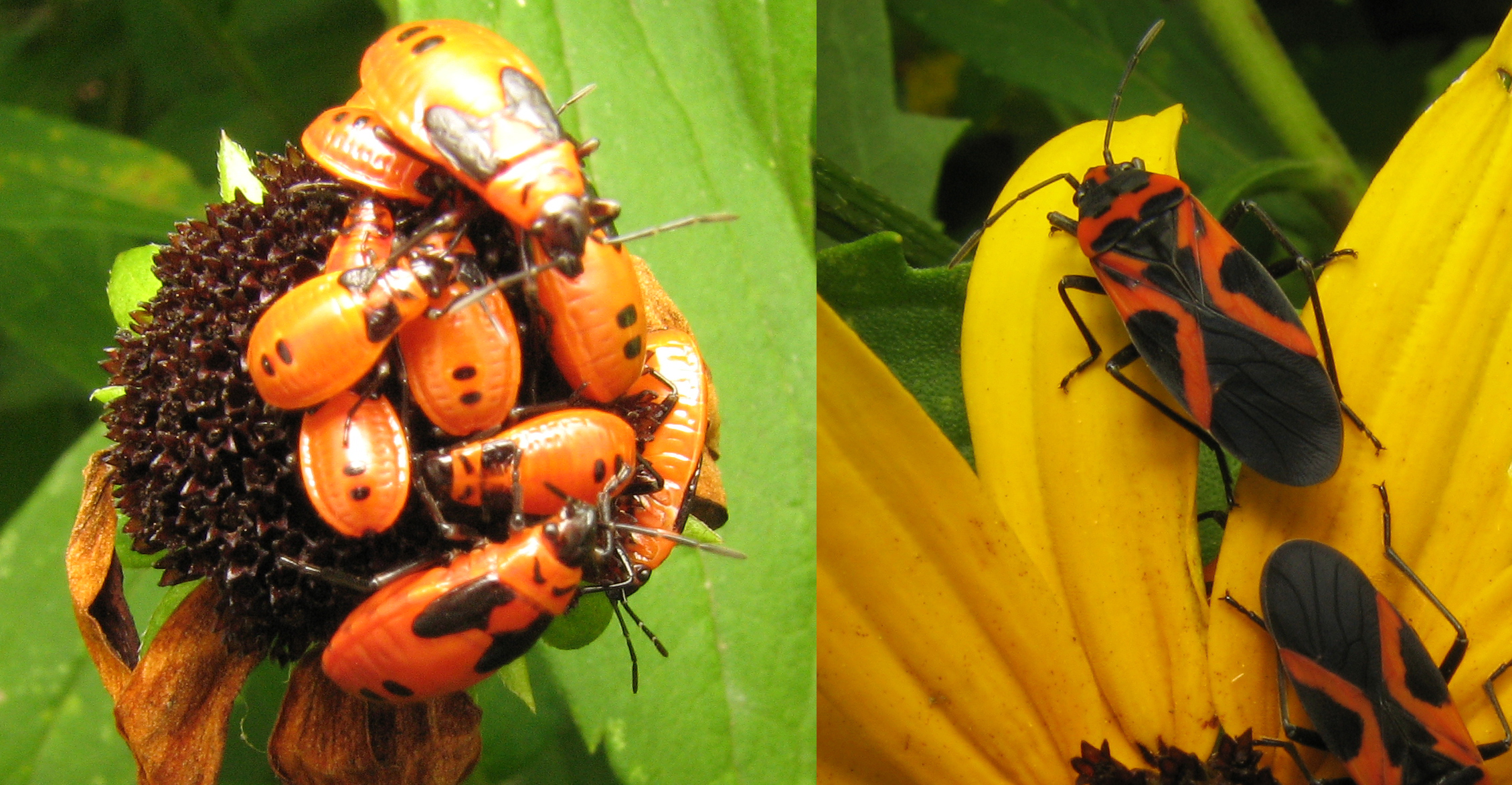
Lygaeus turcicus (Hemiptera), ninfas y adultos.

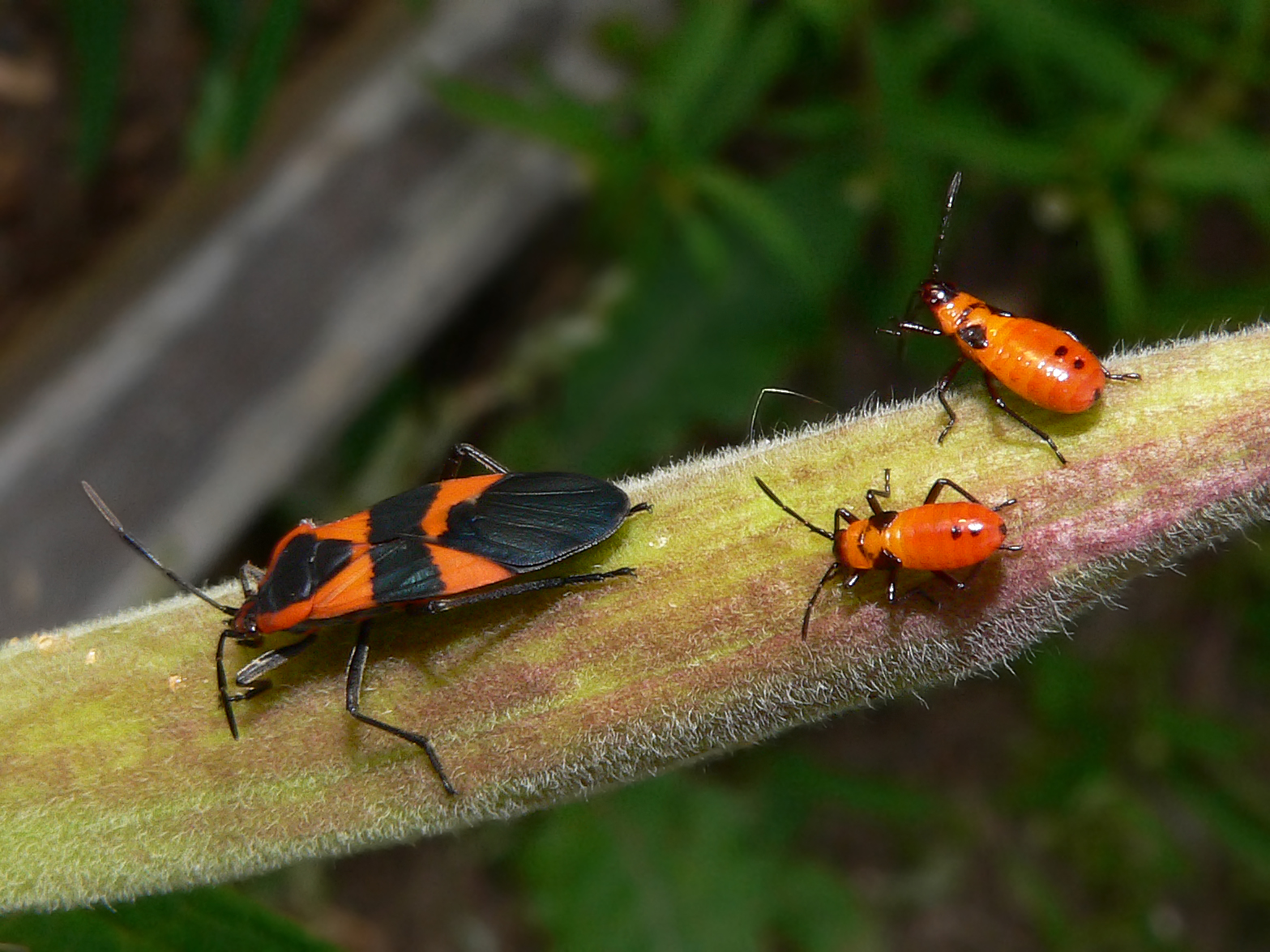
Oncopeltus fasciatus

Subfamilia Bledionotinae
- Austropamphantus
- Bledionotus
- Pamphantus

Subfamilia Henestarinae
- Engistus
- Henestaris

Subfamilia Ischnorhynchinae
- Acanthocrompus
- Cerocrompus
- Crompus
- Kleidocerys
- Koscocrompus
- Neokleidocerys
- Pylorgus

Subfamilia Lygaeinae
- Apterola
- Caenocoris
- Horvathiolus
- Lygaeus
- Lygaeospilus
- Melanocoryphus
- Melanopleurus
- Neacoryphus
- Ochrimnus
- Oncopeltus

Subfamilia Orsillinae
- Austronysius
- Belonochilus
- Eurynysius
- Hyalonysius
- Lepionysius
- Neortholomus
- Neseis
- Nithecus
- Nysius
- Oceanides
- Orsillus
- Ortholomus
- Reticulatonysius
- Xyonysius

Subfamilia Psamminae
- Psammium
- Saxicoris
- Sympeplus